# Patas rudy
Patas rudy, patas, koczkodan rudy, huzar zwykły (Erythrocebus patas) – gatunek ssaka naczelnego z podrodziny koczkodanów (Cercopithecinae) w obrębie rodziny koczkodanowatych (Cercopithecidae) o stosunkowo ciężkiej budowie ciała, jeden z największych przedstawicieli rodziny.

## Systematyka

### Taksonomia
Gatunek po raz pierwszy opisał zgodnie z zasadami nazewnictwa binominalnego w 1775 roku niemiecki przyrodnik Johann Christian Daniel von Schreber, nadając mu nazwę Simia patas. Miejsce typowe to Senegal. Schreber swój opis oparł na „Le Patas” Buffona z 1766 roku i „Red monkey” Thomasa Pennanta z 1771 roku.
We wcześniejszych ujęciach systematycznych takson ten obejmował E. poliophaeus jako synonim i E. baumstarki jako podgatunek, ale oba taksony zostały niedawno (2017) podniesione do rangi odrębnych gatunków w oparciu o ich odmienną morfologię i rozdzielone rozmieszczenie. E. patas może nadal reprezentować wiele gatunków i mogą być rozpoznane inne podgatunki, ale zachodzi potrzeba dalszych badań.
Autorzy Illustrated Checklist of the Mammals of the World rozpoznają trzy podgatunki. Podstawowe dane taksonomiczne podgatunków (oprócz nominatywnego) przedstawia poniższa tabelka:
| Podgatunek        | Oryginalna nazwa             | Autor i rok opisu          | Miejsce typowe     | Holotyp |
| ----------------- | ---------------------------- | -------------------------- | ------------------ | --- |
| E. p. pyrrhonotus | Cercopithecus pyrrhonotus    | Hemprich & Ehrenberg, 1829 | Darfur, Sudan.     | Samiec hodowany przez 4 lata przez autora opisu w Egipcie, po czym przywieziony do Berlina, gdzie żył do śmierci.                                                    |
| E. p. villiersi   | Erythrocebus patas villiersi | Dekeyser, 1950             | Wyżyna Aïr, Niger. | Skóra i czaszka dorosłego samca (sygnatura MNHN-ZM-MO-1952-6) ze zbiorów Muzeum Historii Naturalnej w Paryżu; okaz zebrany 30 sierpnia 1947 roku przez autora opisu. |

### Etymologia
- Erythrocebus: gr. ερυθρος eruthros „czerwony”; κηβος kēbos „długoogoniasta małpa”[28].
- patas: fr. patas „patas”, od wolof pata „patas”[29].
- pyrrhonotus: gr. πυρρος purrhos „koloru płomienia, czerwony”, od πυρ pur, πυρος puros „ogień”; -νωτος -nōtos „-tyły, -grzbiety”, od νωτον nōton „tył, grzbiet”[30].
- villiersi: André Villiers (1915–1983), francuski entomolog i herpetolog[14].

## Zasięg występowania
Patas rudy występuje w Afryce, zamieszkując w zależności od podgatunku:
- E. patas patas – na północ od lasów równikowych i na południe od Sahary od zachodniego Senegalu i Gambia, południowa Mauretania, południowe Mali, Gwinea Bissau do wschodniej Nigerii i południowego Czadu.
- E. patas pyrrhonotus – na północ od lasów równikowych i na południe od Sahary od południowo-wschodniego Czadu, na wschód przez Republikę Środkowoafrykańską, północną Demokratyczną Republikę Konga, Sudan Południowy oraz środkowy i południowy Sudan (prawdopodobnie na zachód od Nilu Białego, być może na północ od Et Tura), na południe od wschodniej do północnej Ugandy i na północny zachód w środkowej Kenii.
- E. patas villiersi – wyżyna Aïr, północno-środkowy Niger.

Występuje również na wyżynie Ennedi (północno-wschodni Czad), ale status podgatunkowy tej populacji jest niepewny. Introdukowany w południowo-zachodnim Portoryko na Karaibach.

## Morfologia
Długość ciała (bez ogona) samic 48–52 cm, samców 60–87,5 cm, długość ogona samic 48–55 cm, samców 63–72 cm; masa ciała samic 4–7 kg, samców 7–13 kg. 

## Ekologia
Jest to gatunek szeroko rozprzestrzeniony. Zamieszkuje suche tereny sawannowe i półpustynie, również niewielkie zarośla, np. akacjowe w Afryce Zachodniej i Środkowej. Jest to najszybsza małpa wąskonosa, mogąca przemieszczać się z prędkością do 55 km/h. Potrafi poruszać się na dwóch kończynach, podpierając się ogonem. Grupa rodzinna liczy zwykle około 20 osobników, areał zajmowany przez stado ma powierzchnię około 4 tys. ha. W ciągu jednego dnia małpy penetrują w poszukiwaniu pożywienia obszar o średnicy około 5 km. Odżywiają się żywicą drzew, kwiatami, mrówkami i innymi stawonogami, których poszukują na sawannie.
W niewoli koczkodany rude dożywają 20 lat, jednakże przeciętna samica na wolności umiera w wieku 4 lat. Są to zwierzęta o znacznej śmiertelności, rekompensowanej przez przyspieszone wkraczanie w okres rozrodczy. Gotowość do rozrodu samice osiągają w wieku 2,5 roku. Brak sezonu rozrodczego, długość cyklu płciowego 30 dni.

## Status zagrożenia
W Czerwonej księdze gatunków zagrożonych Międzynarodowej Unii Ochrony Przyrody i Jej Zasobów został zaliczony do kategorii NT (ang. near threatened ‘bliski zagrożenia’).